# Триумфальная арка (Канск)
Триумфальная арка или «Царские ворота» — архитектурное сооружение в Канске, Красноярский край, находится на Предмостной площади. Впервые возведена в честь приезда цесаревича Николая Александровича (будущего Николая II) в 1891 году, а в 1917 году разрушена во время революции. Повторно воссоздана лишь 2 сентября 2006 года.

## Описание
«Царские врата» построены в форме арки, по обеим сторонам которой сверху расположены две башни. На крыше посередине расположены гербы Российской империи и Канска; в дореволюционном строении в башнях располагались часовни для молитв. Общая высота всего строения — 15,6 метров, ширина — 3 метра.

## История
Цесаревич Николай – будущий император Николай II – перед тем, как взойти на престол, был готов совершить путешествие по Сибири и Дальнему Востоку. Путь его проходил через Московский тракт. С самой весны в городах Енисейской губернии готовились к этому знаменательному событию – прибытию Николая, а первым городом, который должен был встретить его, был Канск.

Городские власти желали очень высоко встретить такого гостя. Городской голова Камышлеев, когда писал телеграмму енисейскому губернатору Теляковскому десятого мая, говорил об исправлении трактовой дороги и о начале строительства каменной арки. Губернатор был удивлён последними словами, ведь ещё в марте был утверждён чертёж деревянных ворот. В ответ на это городской голова отписал губернатору:
Из присланных четырех чертежей арок выбран один для постановки к ожидающему проезду на выезде из города Канска к городу Красноярску. Для постановки же по одному из сих чертежей арки при въезде в город Канск из города Иркутска, чертеж этот в настоящее время применим быть не может, потому что на этом месте, согласно желания Городской Думы увековечить великое событие, строится по составленному городским техником, рассмотренному Думою и частно одобренному инженером Фолъбаумом, чертежу арка каменная. Прекратить постройку сей арки и заменить оную деревянною по одному из присланных чертежей, в настоящее время не представляется никакой возможности, потому что постройка эта с затратою значительной суммы, подвинулась почти до половины.

Мнение своё высказал и губернский архитектор – А. А. Фольбаум, который твердил, что «арка в художественном отношении хоть и не удовлетворяет, зато в конструктивном отношении безопасна; работы выполнены хорошо; закончить всё можно 15 июня; есть необходимость серьёзного технического надзора».
Долгие годы «Царские врата» украшали выезд из Канска, пока в 1917 году не была уничтожена во время революции.
На данный момент в городе находится лишь копия тех самых «каменных ворот», которая была открыта заново 2 сентября 2006 года, во время юбилея на 370-летие города. Освящение провёл протоиерей Василий Жилянин из Красноярской епархии. Арка была возведена не на деньги городского бюджета, а на спонсорские – сметная стоимость около двух миллионов рублей.